# Кілія (пункт контролю)
45°28′3″ пн. ш. 29°14′16″ сх. д. / 45.46750° пн. ш. 29.23778° сх. д.
Кілі́я — пункт контролю через державний кордон України на кордоні з Румунією.
Розташований в Одеській області, Ізмаїльський район, поблизу однойменного міста на автошляху Т 1630. Рейси здійснюються з Кілійського портового пункту Усть-Дунайського морського торговельного порту. З румунського боку розташований пункт контролю «Кілія Веке», повіт Тулча.
Вид пункту пропуску — річковий (через Дунай). Статус пункту пропуску — місцевий з 7.00 до 20.00.
Характер перевезень — пасажирський.
Судячи із відсутності даних на сайті МОЗ, пункт пропуску «Кілія» може здійснювати лише радіологічний, митний та прикордонний контроль.
Пункт пропуску «Кілія» входить до складу митного посту «Ізмаїл» Південної митниці. Код пункту пропуску — 50007 13 00 (15).